# GRAPES
GRAPES(GRAph Presentation & Experiment System)とは、大阪教育大学附属高等学校池田校舎の友田勝久教諭が開発した関数グラフ作成ソフトである。

## 概要
MS-DOSおよびWindowsに対応したフリーソフトである。主に学校教育の枠内で、教科書で学習する関数の実例を動的な媒介変数などを用いてPC画面上に作図し、生徒に視覚的な方面から理解を促すための教材として使用されているが、高校の教科書レベルよりも複雑な関数グラフを作図することも出来る。
3Dグラフに対応した「3D-GRAPES」も存在する。
2020年度より学校教育法の改正によって、学校教育で「デジタル教科書」が導入されるようになることから、デジタル教科書の一環として、WEB版のGRAPESである「GRAPES-light」が東京書籍から2018年よりリリースされている。